# Perissomastix afghana
Perissomastix afghana är en fjärilsart som beskrevs av Petersen 1959. Perissomastix afghana ingår i släktet Perissomastix och familjen äkta malar.
Artens utbredningsområde är Afghanistan. Inga underarter finns listade i Catalogue of Life.